# Adelaide International 1 2022
Adelaide International 1 2022 — тенісний турнір, що проходив на кортах з твердим покриттям у місті Аделаїда (Австралія) з 3 по 9 січня. Належав до категорій WTA 500 та ATP 250.

## Фінальна частина

### Чоловіки, одиночний розряд
Гаель Монфіс —  Карен Хачанов 6–4, 6–4

### Жінки, одиночний розряд
Ешлі Барті —  Олена Рибакіна 6–3, 6–2

### Чоловіки, парний розряд
Роган Бопанна /  Рамкумар Раманатхан —  Іван Додіг /  Марсело Мело 7–6(8–6), 6–1

### Жінки, парний розряд
Ешлі Барті /  Сторм Сендерз —  Дарія Юрак /  Андрея Клепач 6–1, 6–4